# Курылыс (Акмолинская область)
Курылы́с (каз. Құрылыс) — село в Аккольском районе Акмолинской области Казахстана. Входит в состав Новорыбинского сельского округа. Код КАТО — 113249300.

## География
Село расположено в юго-центральной части района, на расстоянии примерно 36 километров (по прямой) к юго-востоку от административного центра района — города Акколь, в 16 километрах к северо-востоку от административного центра сельского округа — села Новорыбинка.
Абсолютная высота — 376 метров над уровнем моря.
Ближайшие населённые пункты: село Кара-Озек — на севере, село Новорыбинка — на юго-западе.
Южнее села расположено озеро Котырколь.

## Население
В 1989 году население села составляло 396 человек (из них казахи — 67 %).
В 1999 году население села составляло 270 человек (136 мужчин и 134 женщины). По данным переписи 2009 года, в селе проживало 137 человек (79 мужчин и 58 женщин).
| Численность населения | Численность населения | Численность населения |
| 1989                  | 1999                  | 2009                  |
| --------------------- | --------------------- | --------------------- |
| 396                   | ↘270                  | ↘137                  |

## Улицы[6]
- ул. Болашак
- ул. Достык